# Friedrich Behrens (Politiker)
Friedrich Behrens (* 19. März 1897 in Bremen-Oberneuland; † 3. Februar 1972 in Bremen) war ein deutscher Landwirt, Bremer Ortsamtsleiter und Abgeordneter (BDV, FDP) der Bremer Bürgerschaft.

## Biografie

### Ausbildung und Beruf
Behrens war der Sohn eines Landwirtes in Oberneuland. Nach dem frühen Tod seines Vaters betrieb er ab 1911 den Hof als Landwirt, den er um 1920 dann übernahm. Als Deichhauptmann von Oberneuland erreichte er, dass der Hollerdeich an der Wümme erhöht wurde. 

### Politik
1933 wurde er Mitglied der Deutschen Volkspartei (DVP). Nach dem Zweiten Weltkrieg wurde er 1945 von den Alliierten zum Bürgermeister der Bremer Landgemeinde Oberneuland ernannt. 1947 trat er in die liberale Bremer Demokratische Volkspartei (BDV) ein, die 1951 in die FDP aufging.
1946 wurde er zum Mitglied der Bremer Bürgerschaft ernannt und danach gewählt. Er war 21 Jahre lang von 1946 bis 1967 Mitglied der Bürgerschaft. Von 1947 bis 1965 war er ehrenamtlicher Amtsvorsteher bzw. Ortsamtsleiter des Ortsamtes des Bremer Ortsteils Oberneuland.

### Privates
Behrens war seit dem 1. Juni 1927 mit Marie Rebecka geb. Döhle (1900–1988) verheiratet. Die Eheschließung fand in Oberneuland-Rockwinkel statt. Friedrich Behrens starb am 3. Februar 1972 um 16:15 Uhr in seiner Wohnung in der Hodenberger Straße 62 in Bremen im Alter von 74 Jahren. Er war evangelischer Konfession.

### Weitere Mitgliedschaften
Er war Verbandsvorsteher des Bremischen Wasserverbandes, Kirchenvorsteher der Kirchgemeinde Oberneuland und Präsident des Bremischen Landwirtschaftverbandes.

### Ehrungen
- Der Friedrich-Behrens-Weg in Oberneuland wurde nach ihm benannt.